# Zabiullah Mujahid
Zabiullah Mujahid (en pashtu ذبیح الله مجاهد; Ẕabīḥullāh Mujāhid; también deletreado Zabihullah; Distrito de Gardéz, 1978) es el portavoz del Movimiento Talibán, y, más recientemente del Gobierno del Emirato Islámico de Afganistán. 

## Biografía
Nació en el Distrito de Gardéz, en la provincia de Paktiyá, en 1978. Recibió su primera educación en seminarios islámicos de diferentes ciudades de Afganistán, así como el Darul Uloom Haqqania en Khyber Pakhtunkhwa, Pakistán, donde se especializó en jurisprudencia islámica.
Mujahid fue nombrado en enero de 2007 tras el arresto del portavoz talibán Muhammad Hanif. Como uno de los dos portavoces oficiales de los Talibanes junto con Yousef Ahmadi, comentaba regularmente sobre las actividades de los talibanes en el este, norte y centro de Afganistán, mientras que Ahmadi se enfoca en las regiones oeste y sur. Se comunicaba regularmente con periodistas afganos y hablaba en nombre de los talibanes a través de llamadas telefónicas, mensajes de texto, correos electrónicos, Twitter y publicaciones en sitios web yihadistas. 
Nunca fue visto en persona antes del 17 de agosto de 2021, cuando, tras la caída de Kabul, dio una conferencia de prensa junto con Abdul Qahar Balkhi, la que respondieron preguntas a los medios locales e internacionales. Más adelante, el 18 de agosto, fue nombrado como Ministro de Información y Cultura encargado del nuevo régimen talibán. Sirvió en aquel cargo hasta el 7 de septiembre del mismo año, cuando se le designó como Viceministro de Información y Cultura. Fue el propio Mujahid el encargado de leer su nombramiento y el del resto del gabinete.

## Descripción
Según los periodistas afganos que hablaban con él regularmente, Mujahid habla Pashto con acento del este de Afganistán. Los periodistas dicen que reconocen su voz y que han estado hablando con la misma persona durante los últimos años (como forma de confirmar su identidad).
Mujahid se describió a sí mismo en una serie de entrevistas realizadas a través del teléfono celular, afirma ser un hombre de mediana edad que vive en Afganistán, casado y con varios hijos. Debido a las amenazas de seguridad, siempre se mueve y no se queda en un solo lugar. Suena bien educado y dice que tiene una maestría en estudios religiosos, pero se niega a nombrar el país en el que estudió debido a problemas de seguridad. Durante el Emirato Islámico de Afganistán trabajó como un funcionario de bajo nivel del Ministerio de Cultura e Información.

## Especulaciones sobre su identidad
En mayo de 2011, la Dirección Nacional de Seguridad (la agencia de inteligencia de Afganistán), afirmó haber descubierto que Mujahid es realmente "Haji Ismail", un hombre de 42 años de la ciudad de Chaman en Baluchistán, Pakistán. Cuando fue contactado por el teléfono celular, Mujahid negó que estuviera en Pakistán, y refutó que si se conociera esa información, podría haber sido arrestado fácilmente.

Un funcionario estadounidense anónimo cuestionó que Mujahid estuviera en Afganistán y dijo: "No hay duda de que estos tipos no están en Afganistán... La mayoría de ellos nunca lo han estado. La última vez que estuvieron en Afganistán fue probablemente hace seis años". También dijo: "El nombre se convirtió en una marca para ellos". Y tenía una respuesta para los periodistas que aun insistían en que parecía haber solo una persona en el teléfono a lo largo del tiempo. "Que era una persona en los últimos dos años, bastante posible, pero los últimos nueve años, probablemente no". "No creemos que haya una persona nacida con ese nombre que sea la persona con la que ha estado hablando durante los últimos dos años".
El 3 de octubre de 2014, un tuit de @zabihmujahid, el nombre de Twitter del portavoz, incluía información de geolocalización que indicaba que el mensaje había sido enviado desde Sindh, Pakistán. Mujahid más tarde tuiteó que su cuenta había sido manipulada como parte de un "complot enemigo", e insistió en que él vive en Afganistán. También envió una captura de pantalla de un tuit que lo colocó en Bryan (Ohio).
Un hombre que decía ser Mujahid fue entrevistado de espalda a la cámara a principios de 2009 por la CNN y el reportero Nic Robertson. Robertson describió al hombre como de cerca de 30 años, barbudo y un poco más de 1,82 m de alto. 
Después de que se emitió la entrevista de la CNN en mayo de 2009, el Zabiullah Mujahid (con el que los periodistas habían estado hablando a través del teléfono celular anteriormente) afirmó que el entrevistado era un impostor. Un analista de inteligencia dijo que el hombre entrevistado por CNN era uno de los múltiples individuos que usaban, pero que el hombre fue repudiado porque sus superiores estaban descontentos con la entrevista. El analista dijo: "No hay forma de que Zabiullah Mujahid pueda ser una sola persona ... Ninguna persona puede recibir tantas llamadas de los medios".